# 魏瑟湖 (布蘭肯貝格)
53°46′38.68″N 11°44′24.54″E / 53.7774111°N 11.7401500°E

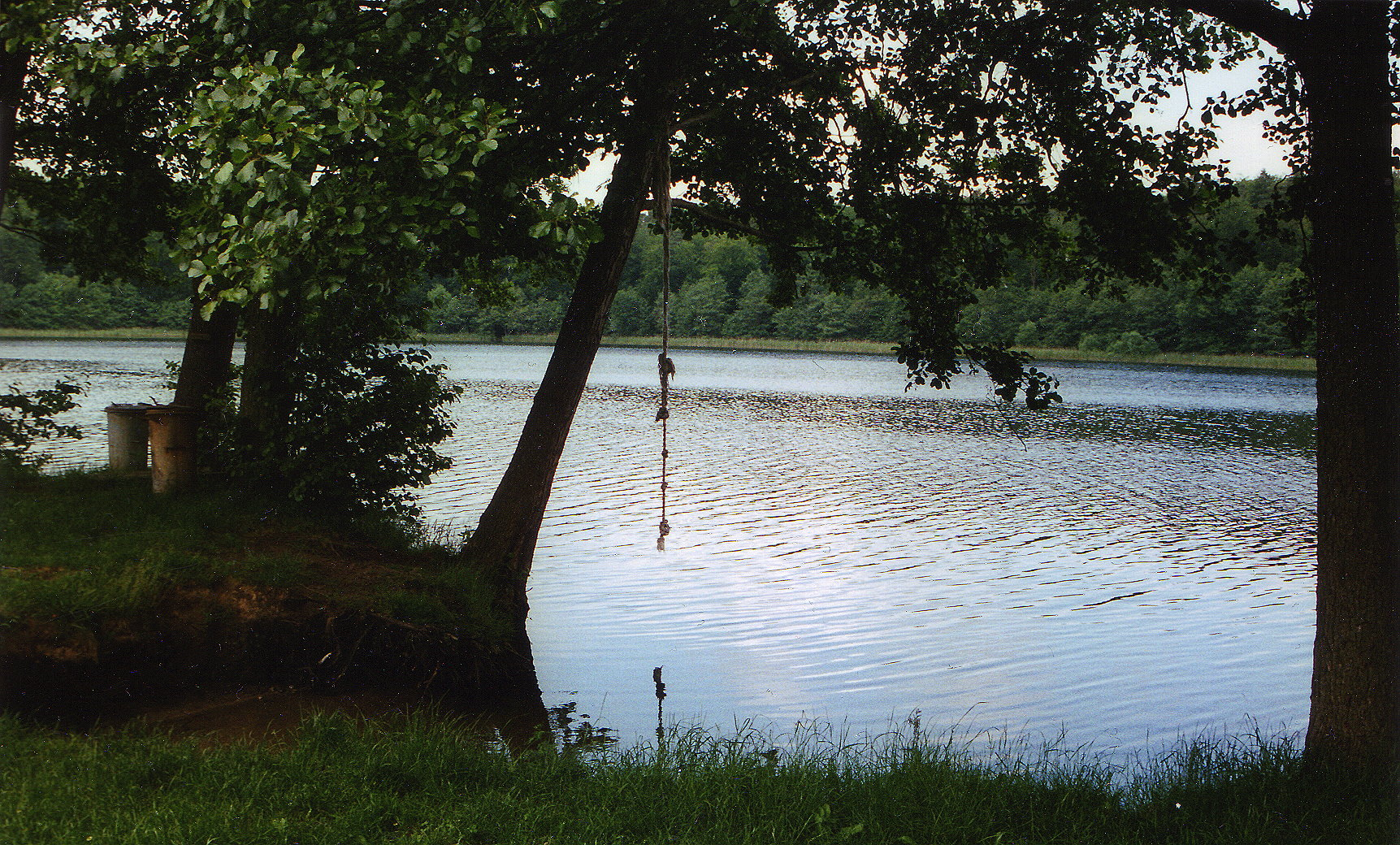

魏瑟湖（德語：Weißer See），是德國的湖泊，位於該國東北部梅克倫堡-前波美拉尼亞州，由路德維希斯盧斯特-帕爾希姆縣負責管轄，長0.7公里、寬0.3公里，面積0.19平方公里，海拔高度29米。